# 4926 Смоктуновський
4926 Смоктуновський (4926 Smoktunovskij) — астероїд головного поясу, відкритий 16 вересня 1982 року.
Тіссеранів параметр щодо Юпітера — 3,310.